# 汝集镇
汝集镇，是中华人民共和国安徽省亳州市利辛县下辖的一个乡镇级行政单位。

## 行政区划
汝集镇下辖以下地区：
汝集一村、汝集二村、街南村、夏寨村、汝园村、刘店村、庄营村、朱集村、七营村、中华村、后路村、新桥村、胜利村、秦四庙村、李营村和袁堂村。